# Mario Goloboff

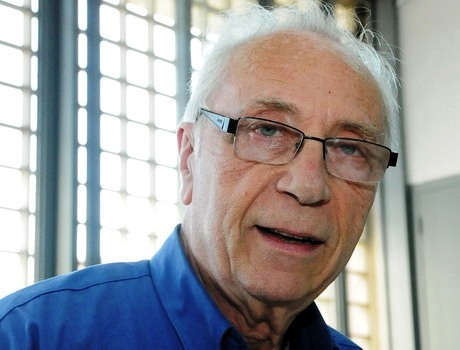
Mario Goloboff, 2011

Mario Goloboff (* 16. März 1939 in Carlos Casares, Argentinien) ist ein argentinischer Schriftsteller.

## Leben
Gerardo Mario Goloboff wurde in der Provinz Buenos Aires, in der Kleinstadt Carlos Casares geboren. Nach einem Jurastudium an der Universidad Nacional de La Plata begann er bald literarisch tätig zu werden. 1973 emigrierte er nach Toulouse, wo er argentinische Sprache und Zivilisation an der Université Toulouse-Le-Mirail unterrichtete. Er lehrte auch an diversen anderen Hochschulen in Frankreich. Nach dem Ende der Militärdiktatur konnte Goloboff wieder Lehraufträge in Argentinien übernehmen; 1999 kehrte er endgültig in sein Geburtsland zurück. Seit 2013 ist er Direktor des Centro Cultural Ricardo Rojas.

## Werk

### Lyrik
- Entre la diáspora y octubre. Buenos Aires: Ed. Stilcograf, 1966
- Los versos del hombre pájaro. Buenos Aires: Libros de Tierra Firme, 1994
- El ciervo y otros poemas. Buenos Aires: El Suri Porfiado Ediciones, 2010

### Romane
- Caballos por el fondo de los ojos. Barcelona: Planeta, 1976
- Criador de palomas. Buenos Aires: Bruguera, 1984
- La Luna que cae. Barcelona: Muchnik Editores, 1989
- El soñador de Smith. Barcelona: Muchnik Editores, 1990
- Comuna Verdad. Barcelona: Anaya/Mario Muchnik, 1995

### Erzählungen
- La pasión según San Martín. La Plata: Ediciones Al Margen, 2005
- Recuadros de una exposición. La Plata: Ediciones Al Margen, 2008

### Essay
- Aguerridas musas. Córdoba: Alción Editora, 2016

### Übersetzungen

#### Ins Deutsche
- "Tauben.Schlag", in: Mit den Augen in der Hand: argentinische Jüdinnen und Juden erzählen. Herausgegeben und übersetzt von Erna Pfeiffer. Wien: Mandelbaum Verlag, 2014, Seite 124–128

#### Ins Englische
- The Algarrobos Quartet. Four Novellas. Translated from the Spanisch by Stephen A. Sadow. Albuquerque: University of New Mexico Press, 2002

#### Ins Französische
- Des cheveux au fond des yeux. Traduit de l'espagnol par Gabriel Saad. Paris: Le Chemin vert, 1986
- Chronique de la colombe. Traduit de l'espagnol par Albert Bensoussan. Arles: Actes Sud, 1988

#### Ins Italienische
- L'allevatore di colombe. Traduzione: Elisabetta Noè. Firenze: Giuntina, 2010